# Italienisch-russische Beziehungen
Die Italienisch-russischen Beziehungen sind das zwischenstaatliche Verhältnis zwischen Italien und Russland. Trotz der weiten Entfernung zwischen beiden Ländern kam es schon im Mittelalter zu kulturellen und wirtschaftlichen Kontakten zwischen Russland und der italienischen Halbinsel. Während des Ersten Weltkriegs kämpften beide Seiten auf derselben Seite und 1924 war Italien eines der ersten Länder, das die Sowjetunion diplomatisch anerkannte. Ab 1941 kam es zum Krieg zwischen dem faschistischen Italien und der UdSSR, die den Angriff der Achsenmächte abwehren konnte. Während des Kalten Krieges zählte Italien, obwohl es Teil des westlichen Blocks war, zu den frühen Befürwortern einer wirtschaftlichen Zusammenarbeit mit den Sowjets. Nach dem Zusammenbruch der Sowjetunion intensivierte Italien die wirtschaftlichen und politischen Beziehungen zu dessen Nachfolgestaat, der Russischen Föderation. In Europa gehörte Italien zu den Schlüsselpartnern des Kreml, unterstrichen durch eine enge Zusammenarbeit im Bereich Energie, bevor der Russische Überfall auf die Ukraine 2022 das Verhältnis ernsthaft belastete.

## Geschichte

### Frühe Kontakte
Bereits im Mittelalter bestanden intensive Handelskontakte zwischen italienischen Stadtstaaten und dem Moskauer Großfürstentum. Die Florentiner Stoffproduktion und venezianische Seide waren am Zarenhof begehrt, während reiche Italiener Pelze aus Sibirien importierten. Porträts toskanischer Fürsten aus dem 17. und 18. Jahrhundert in oft prächtigen Pelzmänteln belegen diese Handelsverbindungen. Damit entstand schon früh eine Handelsbeziehung, die denen späterer Zeiten ähnelte, bei denen russische Eliten Luxusprodukte aus Italien importierten und im Gegenzug unverarbeitete Naturprodukte lieferten. Im 17. und 18. Jahrhundert erweiterten sich die kulturellen Kontakte: Russische Zaren engagierten italienische Baumeister, zum Beispiel Aristotele Fioravanti, der die Mariä-Entschlafens-Kathedrale in Moskau errichtete, oder Bartolomeo Rastrelli, der in Sankt Petersburg für den Zarenhof architektonisch tätig war und u. a. den Katharinenpalast und den Winterpalast entwarf. Umgekehrt kamen russische Künstler und Intellektuelle nach Italien, z. B. Nikolai Gogol oder Karl Brjullow.
Es kam auch zu einer politischen Zusammenarbeit zwischen italienischen Staaten und dem Zarenreich, so z. B. bei im Rahmen der Heilige Liga (1684) gegen das Osmanische Reich. Nach der Gründung des modernen italienischen Staates (1861) vertieften sich die politischen und wirtschaftlichen Beziehungen weiter. Während des Ersten Weltkriegs kämpften das Königreich Italien und das Russische Reich auf der Seite derselben Allianz gegen die Mittelmächte.

### Italien und die Sowjetunion

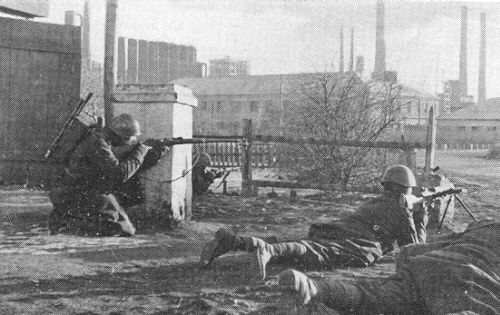
Italienische Soldaten in Donezk während des Zweiten Weltkriegs (1941)

Bereits 1921 schloss Italien ein vorläufiges Handelsabkommen mit Sowjetrussland. Das faschistische Italien unter Benito Mussolini erkannte die Sowjetunion als zweiter westlicher Staat bereits 1924 formell an. Obwohl Mussolini eine große Abneigung gegen den Kommunismus verspürte, vereinbarten Italien und die Sowjetunion 1933 einen Nichtangriffspakt, als faschistisch-kommunistisches Bündnis eine Art Vorläufer des späteren Hitler-Stalin-Pakts. Obwohl die Lager in Europa sich zunehmend verhärteten, galt dieses Abkommen offiziell bis zum deutschen Überfall auf die Sowjetunion 1941. Nach Kriegsbeginn erklärte Mussolini der UdSSR umgehend den Krieg, und 120.000 italienische Soldaten nahmen an Kampfhandlungen an der Ostfront teil, u. a. auch an der Schlacht von Stalingrad.
Nach 1945 nahmen Italien (nun eine Republik) und die Sowjetunion wieder diplomatische Beziehungen auf. Während des Kalten Krieges blieb Italien Mitglied der NATO, dennoch florierten manche Wirtschaftsverbindungen über den eisernen Vorhang hinweg. Ab den 1950er Jahren lieferte Italien etwa Rohre und Technik für sowjetische Öl- und Gasprojekte. Italien hatte auch eine aktive Kommunistische Partei mit Hochburgen in den Industrieregionen Oberitaliens, welche enge Kontakte zur UdSSR unterhielt, bis sie sich schließlich in den 1970er Jahren dem Eurokommunismus zuwandte.
Mit dem Beginn der Entspannungspolitik wurde die Grundlage für eine vertiefte Zusammenarbeit gelegt. So kamen in den 1960er Jahren auch Erdgaslieferungen aus der Sowjetunion nach Italien und 1975 gehörten Italien und die Sowjetunion zu den Gründungsmitgliedern der Organisation für Sicherheit und Zusammenarbeit in Europa. Nach den Ölkrisen der 1970er Jahre intensivierten Italien und Österreich einen pragmatischen Handel mit sowjetischem Erdöl und -gas, um die Abhängigkeit von den arabischen Lieferanten zu verringern.

### Italienisch-russische Beziehungen nach 1990

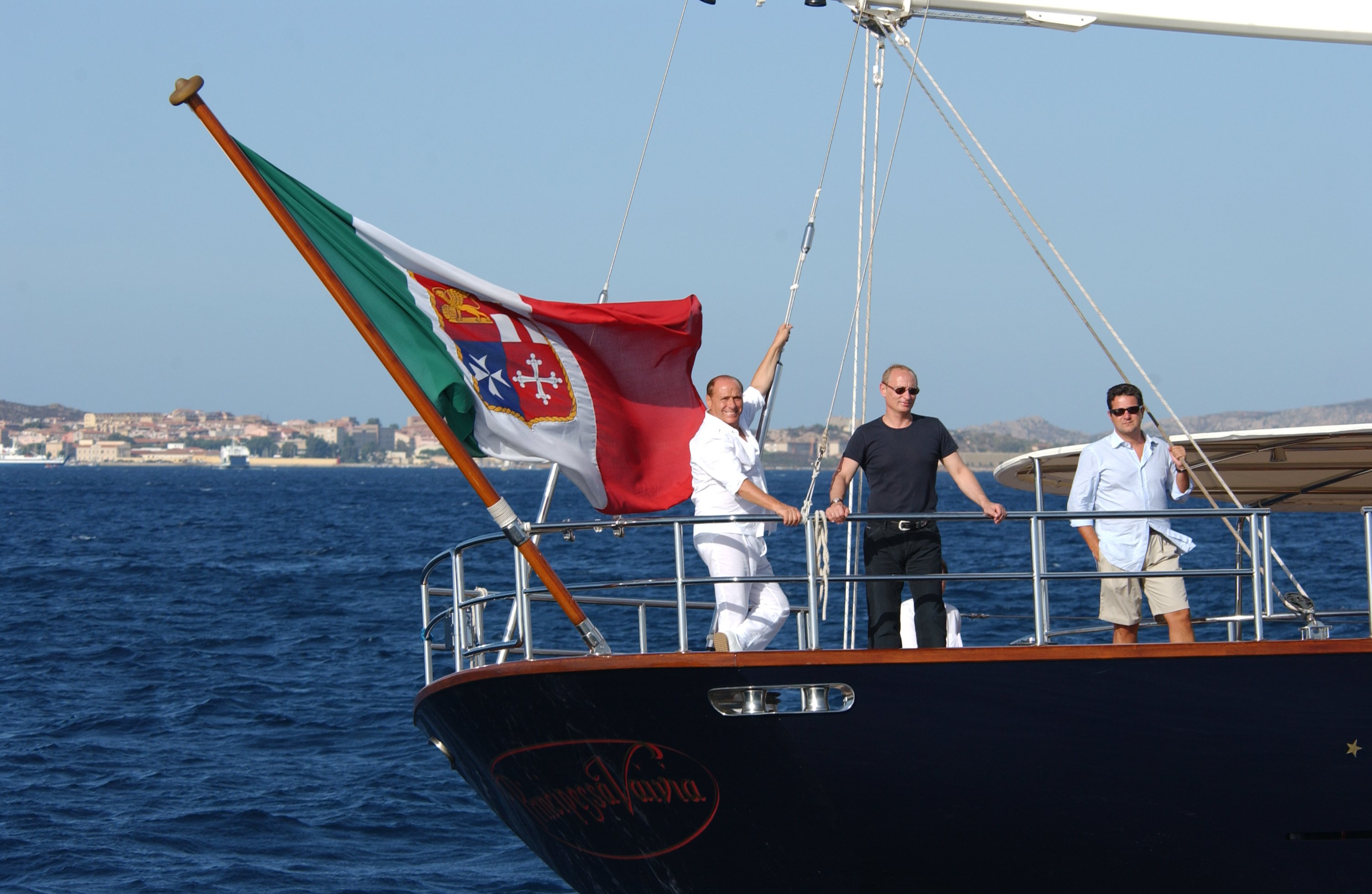
Wladimir Putin (Mitte) bei einem Besuch in der Sommerresidenz von Silvio Berlusconi (links) auf Sardinien (2003)

Nach dem Zerfall der UdSSR 1991 setzte Italien seine Beziehungen mit dessen Rechtsnachfolger, der Russischen Föderation, fort. Italien unterzeichnete zunächst 1994 und dann 1998 einen Freundschaftsvertrag mit Russland und intensivierte die politischen und wirtschaftlichen Beziehungen. Im Zuge der EU-Integration nahm es am Dialog mit Moskau teil und forcierte gemeinsame Projekte – etwa Energielieferungen und Gasprojekte (wie den South-Stream-Plan). Russische Oligarchen begannen Villen in Italien zu erwerben und russische Touristen bereisten in steigender Zahl Italien. Die engen Beziehungen der 1990er und 2000er Jahre wurden auch durch das gute persönliche Verhältnis zwischen den jeweiligen Staatschefs Silvio Berlusconi und Wladimir Putin unterstrichen, welche eine persönliche Freundschaft verband. Italien wurde bis zuletzt (2014–2021) einer der größten europäischen Abnehmer russischer Energierohstoffe. Bis zur Ukraine-Krise galt Russland als wichtiger Handelspartner und selbst im Jahr 2024 lag Italien im bilateralen Handel mit Russland an der Spitze der EU-Länder.
Der russische Angriff auf die Ukraine 2022 belastete die Beziehungen stark. Italien schloss sich den EU-Sanktionen an, doch reduzierte es seinen Handel mit Russland im Vergleich zu vielen anderen G7-Ländern weniger stark. Während Premierministerin Giorgia Meloni Russland wiederholt kritisiert, gibt es in ihrer Regierungskoalition auch Stimmen, die nach wie vor Verhandlungen und Kontakt mit Moskau befürworten. 2025 kündigte die italienische Regierung an, keine Truppen zu einer möglichen internationalen Friedensmission in der Ukraine entsenden zu wollen.

## Wirtschaftsbeziehungen
Seit dem Mittelalter fanden italienische Luxuswaren wie Seide, Damast und Mode regen Absatz in Russland, während russische Naturprodukte (insbesondere Pelze) nach Italien gelangten. Im Industriezeitalter kamen neue Güter hinzu: Maschinenbau, Fahrzeuge und chemische Erzeugnisse aus Italien, im Gegenzug vor allem Öl, Erdgas und Düngemittel aus Russland. Bereits in den 1950er und 60er Jahren erhielt Italien russisches Öl über Pipelines (aufgebaut mit italienischer Technologie). In den 1970er Jahren suchte Italien als eines der ersten westeuropäischen Länder verstärkt Energiepartnerschaften mit der Sowjetunion, um seine Ölimporte nach den Erdölkrisen zu diversifizieren. Italienische Konzerne wie Eni kooperierten mit russischen Firmen (wie Gazprom) im Gasgeschäft. Bis 2022 deckte Russland einen erheblichen Teil des italienischen Gas- und Ölbedarfs – und Italien lieferte im Gegenzug Maschinen, Autos, Nahrungsmittel und Modeprodukte nach Russland.
Nach der russischen Invasion der Ukraine 2022 traten harte Wirtschaftssanktionen in Kraft. Dadurch verringerte sich der bilaterale Handel deutlich. Untersuchungen zeigen, dass etwa im ersten Jahr nach Kriegsbeginn die Exporte der G7-Staaten nach Russland im Schnitt um rund 61 % zurückgingen – Italien reduzierte seine Ausfuhr im gleichen Zeitraum jedoch vergleichsweise geringer (nur um etwa 39 %). Mit einem Handelsvolumen von über 700 Millionen Euro in den ersten sechs Monaten 2024 war Italien innerhalb der EU der wichtigste verbliebene Handelspartner Russlands.
Im Juli 2023 setzte Italien sein „Goldenes Visum“-Programm für russische und belarussische Staatsbürger aus, ein System, das einen zweijährigen Aufenthalt in Italien durch den Kauf eines Hauses, Investitionen oder Geldspenden ermöglichte.

## Kulturbeziehungen

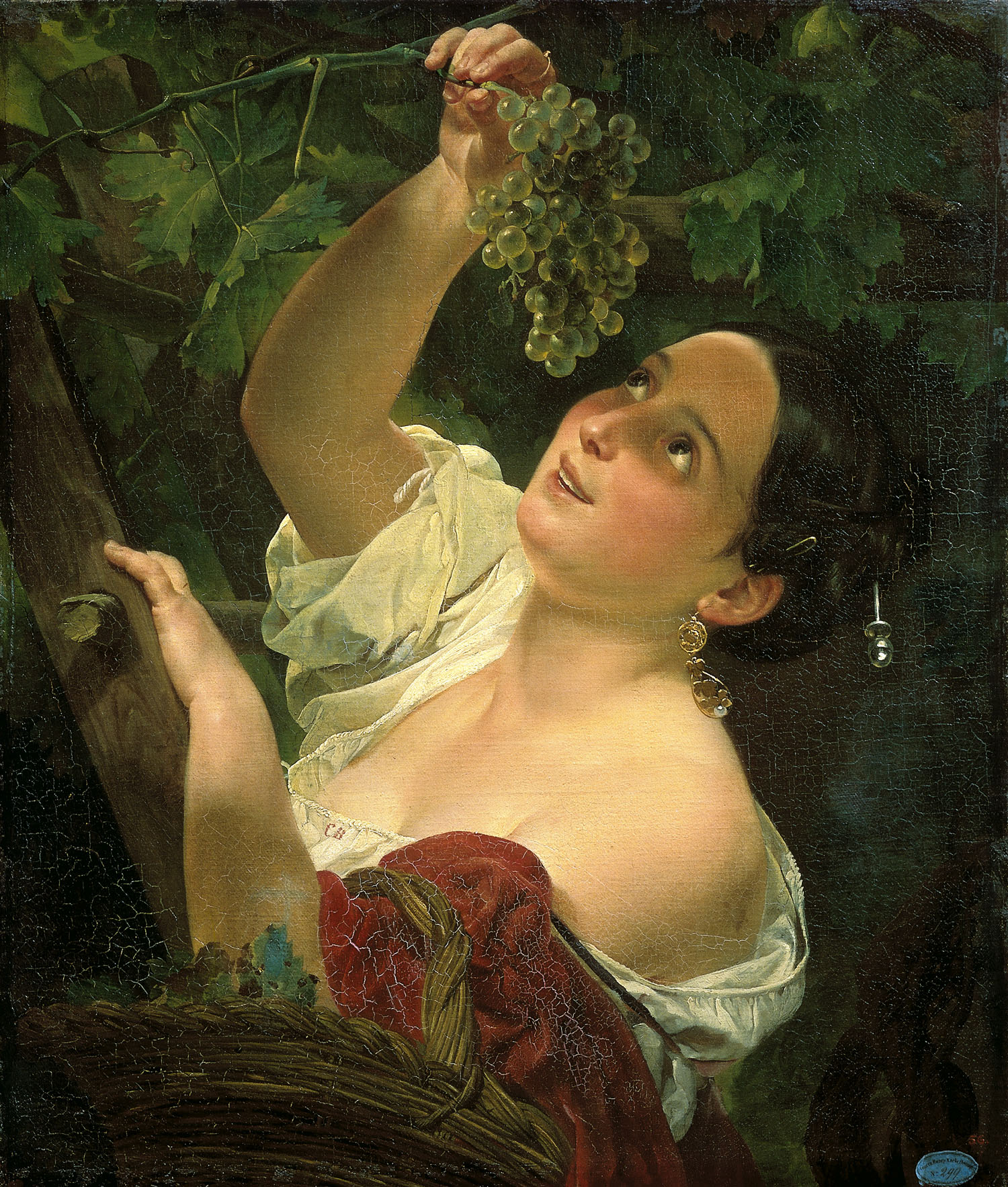
Italienischer Mittag (1827) von Karl Pawlowitsch Brjullow

Es bestehen zahlreiche kulturelle Institutionen und Austauschprogramme beider Länder. Russische Kulturinstitute in Italien (oft im Rahmen von „Russischen Zentren“) fördern die russische Sprache und Literatur, während die Italienische Kulturbehörde in Moskau italienische Kunst und Sprache vorstellt. Die Bedeutung dieser Verbindung wurde etwa durch gemeinschaftliche Ausstellungen und Publikationen unterstrichen: So würdigte das offizielle Magazin der Tretjakow-Galerie in einem Sonderheft die lange Historie der italienisch-russischen Kulturkontakte. Peter der Große und andere russische Staatsoberhäupter suchten in den italienischen Städten nach kulturellen Vorbildern, insbesondere in der Architektur und der Musik. Italien war für die Russen das Beispiel für die höchsten Stufen der Kultur, ob Klassik, Renaissance oder Barock. So stammen viele der Paläste und Kirchen Sankt Petersburgs maßgeblich von italienischen Architekten wie Bartolomeo Rastrelli, Antonio Rinaldi und Giacomo Quarenghi. Bekannte russische Künstlerdynastien haben ihren Ursprung in den Apenninen, wie die der Familien Bruni und Benois. Im Alltag drücken sich die alten Banden in Städtepartnerschaften, den vielen Touristen- und Künstlerreisen sowie in der Beliebtheit der russischen Küche und Folklore in Italien aus, auch wenn diese kulturellen Kontakte durch die verschlechterten politischen Beziehungen unter Druck geraten sind.

## Diplomatische Standorte
- Russland hat eine Botschaft in Rom und Konsulate in Genua, Mailand und Palermo.
- Italien hat eine Botschaft in Moskau, ein Konsulat in Sankt Petersburg, zwei Generalkonsulate (in Jekaterinburg und Kaliningrad) und zwei Botschaftsfilialen (in Samara und Wolgograd).

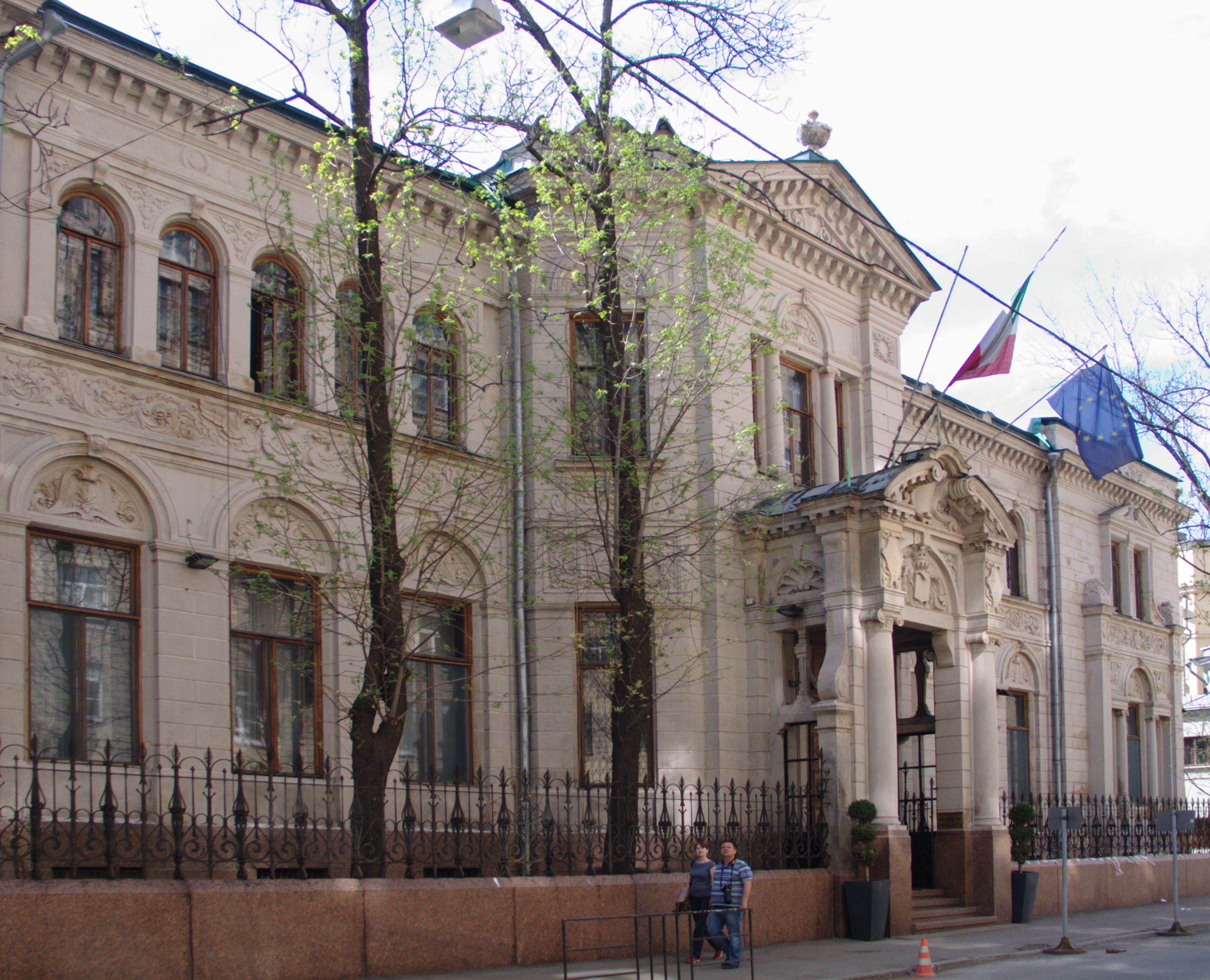
Italienische Botschaft in Moskau
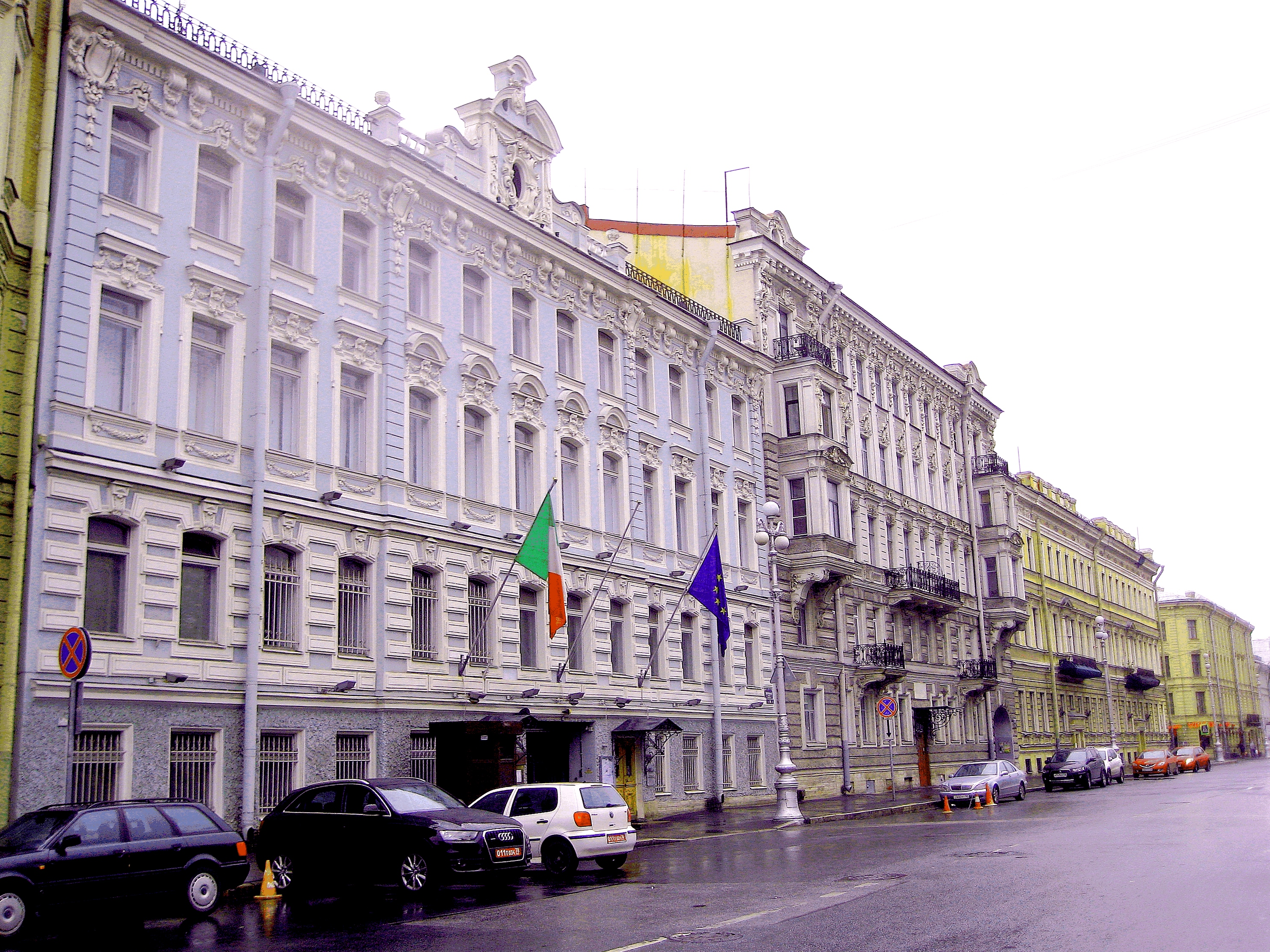
Italienisches Generalkonsulat in Sankt Petersburg
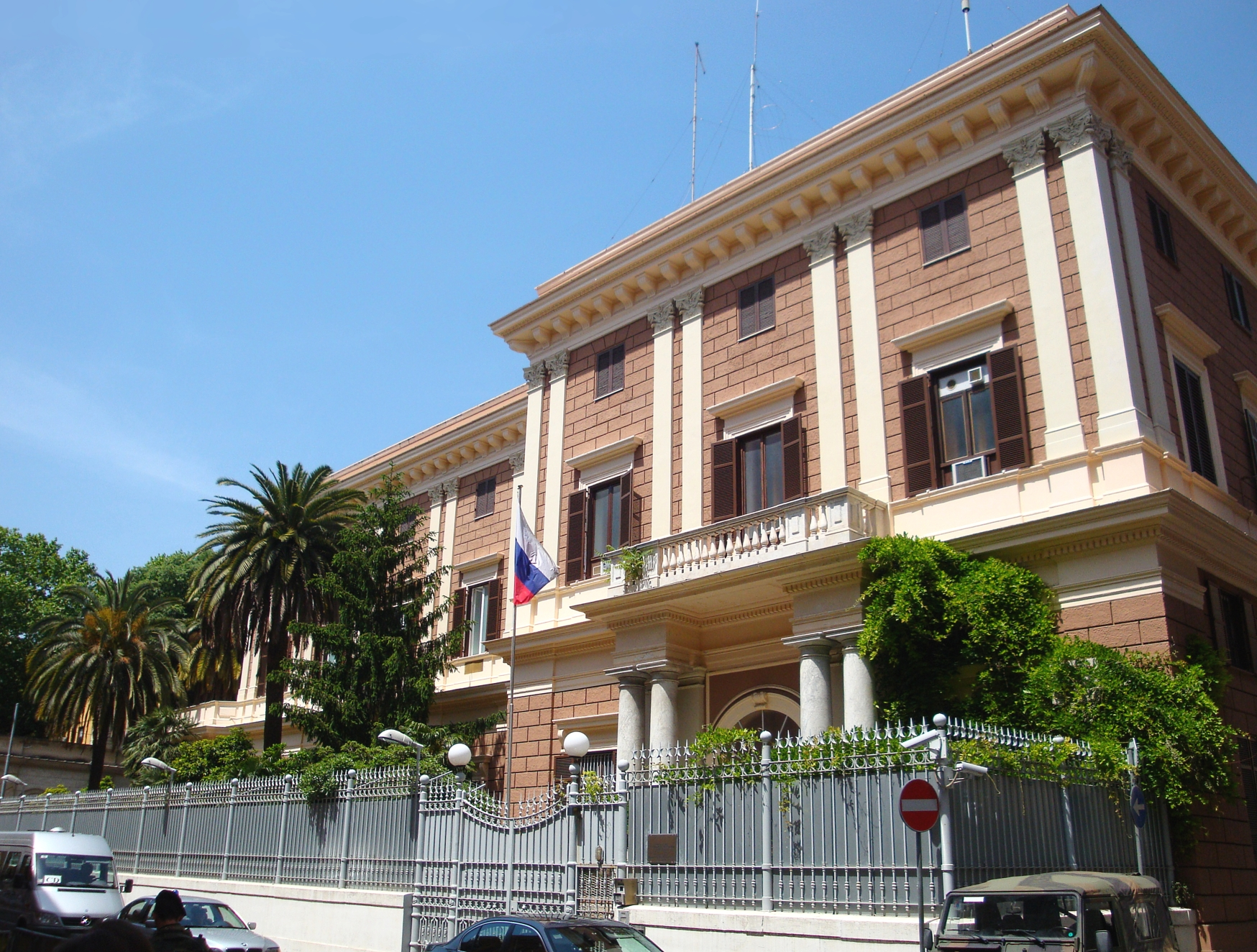
Russische Botschaft in Rom